# Interim de Augsburgo
Interim de Augsburgo (em latín Interim Augustanum) é o nome com o que se conhece ao decreto imperial ("Declaração de sua Romana e Imperial Majestade sobre a observância da religião dentro do Sacro Império até a decisão do Concilio General") promulgado o 15 de maio de 1548, na Dieta de Augsburgo desse ano, pelo imperador Carlos V, que acabava de vencer na guerra de Esmalcalda, derrotando na batalha de Mühlberg de 1547 ao exército protestante da Une de Esmalcalda.
A primeira versão do decreto, de 26 capítulos, foi escrita por Julius von Pflug, mas vários teólogos implicaram-se na redação final: do lado católico Michael Helding, Eberhard Billick, Domingo de Soto, Pedro de Soto (ambos da escola de Salamanca) e Pedro de Malvenda (também espanhol, da Sorbona); do lado protestante Johannes Agricola. Ainda que ordenou-se aos protestantes voltar a adotar as crenças e práticas tradicionais do catolicismo, incluindo os sete sacramentos, permitia-se aos sacerdotes o casamento e aos laicos o denominado cálice dos laicos, ou comunhão nas duas espécies (pão e vinho). Estas concessões permitem ver ao Interim de Augsburgo como o primeiro passo significativo no processo que levou à legitimação política e religiosa do protestantismo como alternativa ao catolicismo, e que se substanciou definitivamente na Paz de Passau de 1552 e a Paz de Augsburgo de 1555.
O Interim passou a ser lei do Império em 30 de junho de 1548. Em agosto de 1549, o Papa advertiu a todos os Bispos que eludissem as concessões feitas aos protestantes.
Como documento, teve um precedente, o Interim de Ratisbona (1541), e uma tentativa protestante pelo reformular, o Interim de Leipzig ou de Zella (1548).
Não se deve confundir com a Confissão de Augsburgo (25 de junho de 1530), texto chave do protestantismo, redigido para se apresentar à Dieta de Augsburgo de 1530, e que a sua vez suscitou a Confutatio Confesionis Augustanae ou Confutatio Pontifícia da Confissão de Augsburgo ("Refutação Pontifícia", 3 de agosto de 1530) e a Apologia da Confissão de Augsburgo (abril-setembro de 1531).

## Antecedentes

### Interim de Ratisbona
Como conclusão da Dieta de Ratisbona, que tinha atingido um ponto de equilíbrio entre católicos e protestantes, se publicou o Interim de Ratisbona o 29 de julho de 1541. Expunha uma definição comum do tema da justificativa e de outros pontos de doutrina. Todos se comprometiam a não alterar outras questões, esperando a que o Concílio as definisse (daí a expressão interim, cujo significado em latim é "entre tanto", "provisoriamente"). Afirmava-se o compromisso de manter intactos os monastérios e as posses eclesiásticas e de suspender os processos judiciais sobre assuntos religiosos, não alterando as funções tradicionais da Reichskammergericht (Corte Imperial de Justiça). Mantinham-se em vigor a Paz de Núremberg (1532) e o Receso de Augsburgo (1530). A reforma religiosa ficaria como competência dos prelados. Para dissipar a oposição dos protestantes, Carlos V acrescentou uma declaração secreta que dava seguranças a respeito de que os clérigos ou instituições que tivessem adotado a Confesión de Augsburgo não seriam expulsos de seus cargos e suas propriedades seriam respeitadas, que não impedir-se-ia a conversão ao protestantismo dos membros do Corte Imperial de Justiça; enquanto que  os protestantes aceitavam não compelir aos súditos de Príncipes Católicos a se converter ao protestantismo, mas que não impedir-se-iam as conversões voluntárias. Também aclarava que a vigência do Recesso de Augsburgo só se referia a questões alheias à religião. Estas matizações alteravam de tal forma o conteúdo do Ínterim de Ratisbona, que o anulava na prática.

### Concílio de Trento e Capitulação de Wittenberg
Em 13 de novembro de 1545 tinham começado as sessões do Concílio de Trento, que os protestantes não aceitavam. Em junho de 1546, o papa Paulo III acordou  com o imperador encarar de forma militar a extensão de reforma protestante. Em 4 de julho de 1546, a reunião de une a Liga de Esmalcalda em Ichtershausen decidiu realizar um ataque preventivo contra as tropas imperiais, o que se efetuou o 9 de julho, se desencadeando a Guerra de Esmalcalda. Em 25 de abril de 1547, Carlos V obteve a decisiva vitória na Batalha de Mühlberg. Em rápida sucessão, os exércitos imperiais ocuparam a cada um dos territórios protestantes. O 19 de maio de 1547, a própria cidade de Wittenberg, coração da Reforma e último lugar de residência de Lutero (morrido um ano dantes), rendeu-se sem luta, e o eleitor João Federico I de Saxônia assinou a denominada Capitulação de Wittenberg. A Liga de Esmalcalda ficava dissolvida e os príncipes protestantes adquiriram o compromisso de aceitar as decisões do Concilio. Nessa conjuntura, foi o papa o que obstaculizou os planos do imperador, modificando o lugar de reunião do Concilio, que transladou a Bolonha (21 de abril ao 2 de junho de 1547), uma cidade dos Estados Pontifícios e não do Império como era Trento, o que não contribuía a gerar confiança nem entre os protestantes nem entre os imperiais.

## A Dieta de Augsburgo e o Interim de 1548

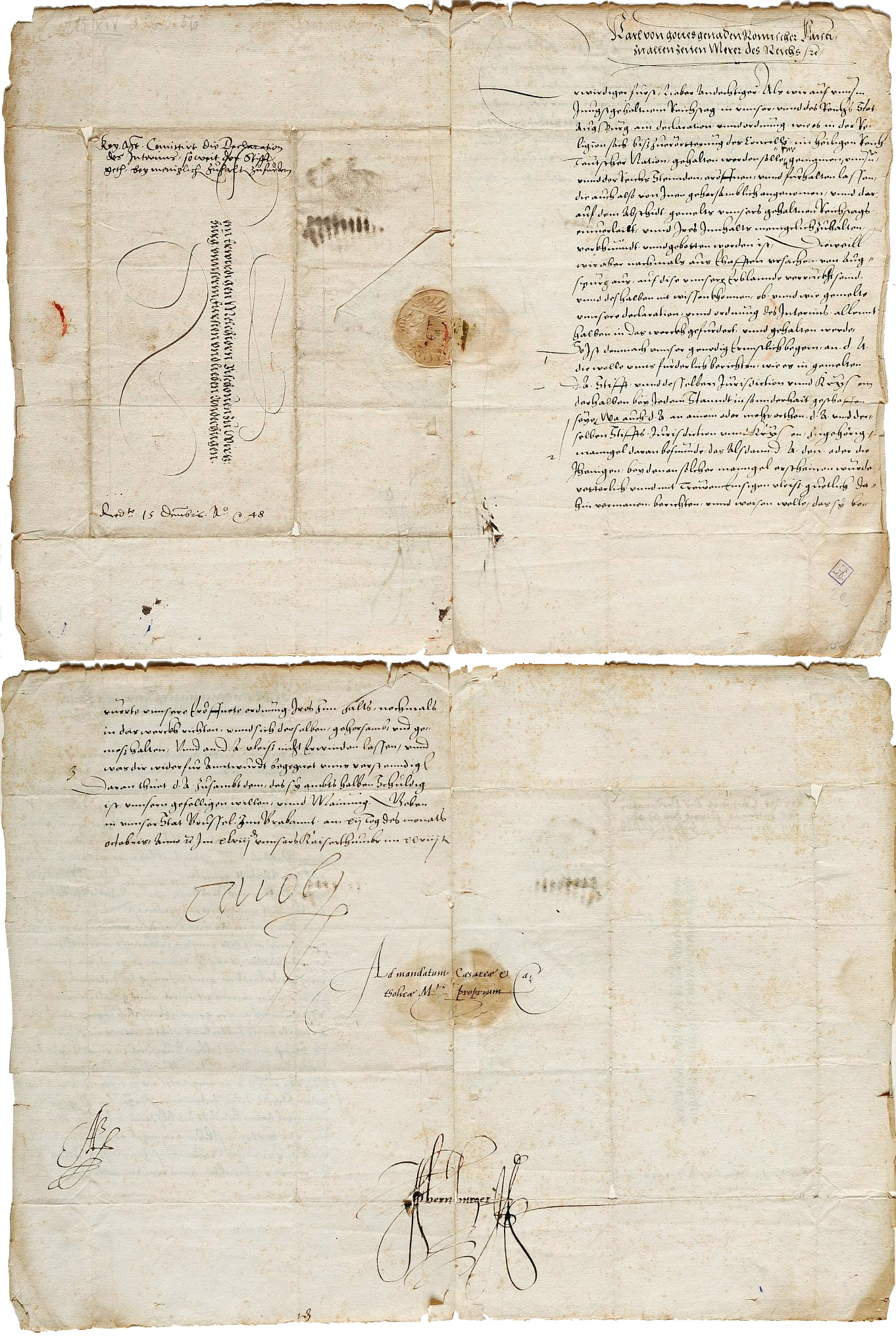
Carta de Carlos V ao príncipe-bispo de Würzburg, Melchior Zobel de Giebelstadt, sobre o cumprimento do Interim.

Carlos V tinha obtido a vitória militar, mas deu-se conta de que a única oportunidade para eliminar o luteranismo como movimento era conseguir um compromisso político e religioso, para o que convocou a Dieta Imperial em Augsburgo, cujas sessões tiveram lugar entre 1547 e 1548, num contexto de claro predomínio católico e com a presença próxima das tropas imperiais (a denominada Dieta férrea -geharnischter Reichstag).
As séries de decretos emitidos pelo Imperador que se conheceram como um Interim porque só pretendiam governar a igreja temporariamente, até o Concílio, onde os temas em questão deveriam ser tratados propriamente. Incluíram-se nas demandas do Interim a restauração do número dos sacramentos, alterado pelos luteranos (que os reduziam a dois: Batismo e Jantar do Senhor(Comunhão), frente aos sete clássicos), e a restauração de um verdadeiro número de cerimônias, doutrinas e práticas tradicionais católico-romanas que os reformistas luteranos tinham descartado, como a transubstanciação. Recusava-se a doutrina da justificativa tal como se interpretava por Lutero (pela graça, só mediante a fé). Também se exigia o reconhecimento do Papa como cabeça da Igreja instituída por Cristo; e que as igrejas particulares voltassem a submeter à autoridade hierárquica que desde Roma enviava os Bispos. Como concessão aos luteranos, o Interim permitia o casamento dos sacerdotes e a comunhão sob duas espécies (pão e vinho), denominada cálice dos laicos.
Apesar do fato de que Philip Melanchthon, amigo de Lutero e porta-voz da Reforma, estava disposto a consensuar esses temas, realizando cessões mútuas em interesse da paz, o Interim de Augsburgo foi recusado por um significativo número de pastores e teólogos protestantes. Os clérigos que recusaram seguir as regras do Interim foram expulsos de seus postos e proscritos; teve encarceramentos (para perto de quatrocentos em Suábia e Renânia) e inclusive execuções, tanto de clérigos como de seus familiares. Muitos líderes protestantes, como Martin Bucer, fugiram para a Inglaterra, onde influenciaram notavelmente na Reforma inglesa, ou se exiliaram em outros territórios mais receptivos ao protestantismo. Aos luteranos moderados que se aderiram às opiniões de Melanchthon se lhes chamou adiaforistas (indiferentes).

## Interim de Leipzig ou de Zella
Carlos V tentou impor o Interim de Augsburgo em todo o Império, mas só teve sucesso nos territórios que controlava militarmente, como Wurtemberg e as Cidades Imperiais do sul. Suscitou-se uma grande oposição. Muitos príncipes católicos não aceitaram o Interim, preocupados pelo aumento que supunha na Autoridade Imperial. O papado resistiu-se durante um ano a reconhecê-lo, vendo-o como uma intromissão em suas competências.
Os líderes protestantes também recusaram os termos do Interim. Num posterior esforço por atingir um compromisso, Melanchthon trabalhou num segundo Interim. Maurício da Saxônia, aliado de Carlos V durante a Guerra de Esmalcalda, junto com Melanchthon e seus partidários, protegidos nos Estados de Mauricio, redigiram em Alt Zella em novembro de 1548 o denominado Interim de Zella, Interim de Leipzig ou Artigos de Leipzig. Apesar de suas ainda maiores concessões ao protestantismo, não conseguiu apoio. O Interim de Leipzig desenhou-se para permitir aos luteranos que conservassem o núcleo de suas crenças teológicas, especificamente no tocante à doutrina da justificativa, ainda que ignorando outras questões menos importantes, como o ritual, os denominando aidaphora ou "não essenciais". Este documento de compromisso voltou a suscitar oposição. Foi adotado pela Dieta de Leipzig (uma assembleia restringida ao Eleitorado da Saxônia) em dezembro de 1548. Os que o apoiavam passaram a ser identificados como filipistas, por apoiar os esforços de Melanchthon por conseguir o compromisso. Os que o recusavam foram apelados gnesio-luteranos, ou luteranos genuínos.
O eleitor Mauricio, vendo que o Interim de Leipzig era um facrasso político, começou a fazer planos para expulsar a Carlos V e seu exército de Saxônia. Era, em apreciação sua "mais beneficiosa para ele ser visto como um campeão do luteranismo que como um traidor" (McCain et a o., 480). O 5 de abril de 1552, Maurício atacou às forças de Carlos V em Augsburgo, e foi obrigado a retirar-se. Esta vitória provocou posteriormente a assinatura da Paz de Passau (2 de agosto de 1552) e da Paz de Augsburgo (1555). Desses dois textos terminou-se impondo o princípio Cuius regio, eius religio ("De quem rege, a religião"), que dava aos príncipes a potestade de impor sua religião em seus territórios, com algumas exceções, e sempre que fosse uma das duas reconhecidas: "a velha religião" e "a Confessio Augustana", com exclusão de qualquer outra, como o calvinismo.

Carlos V em Mühlberg, por Tiziano.
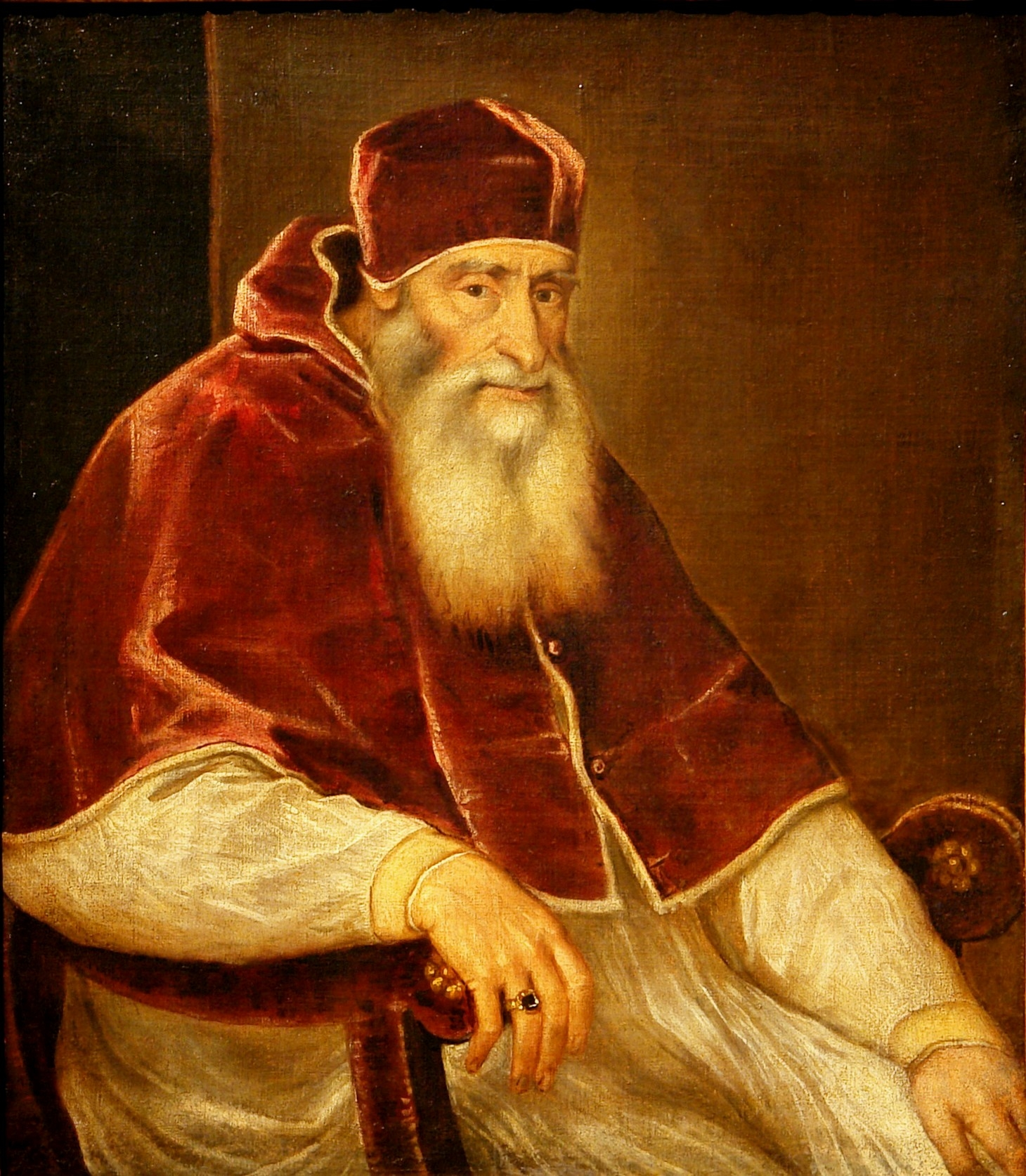
Paulo III, papa.
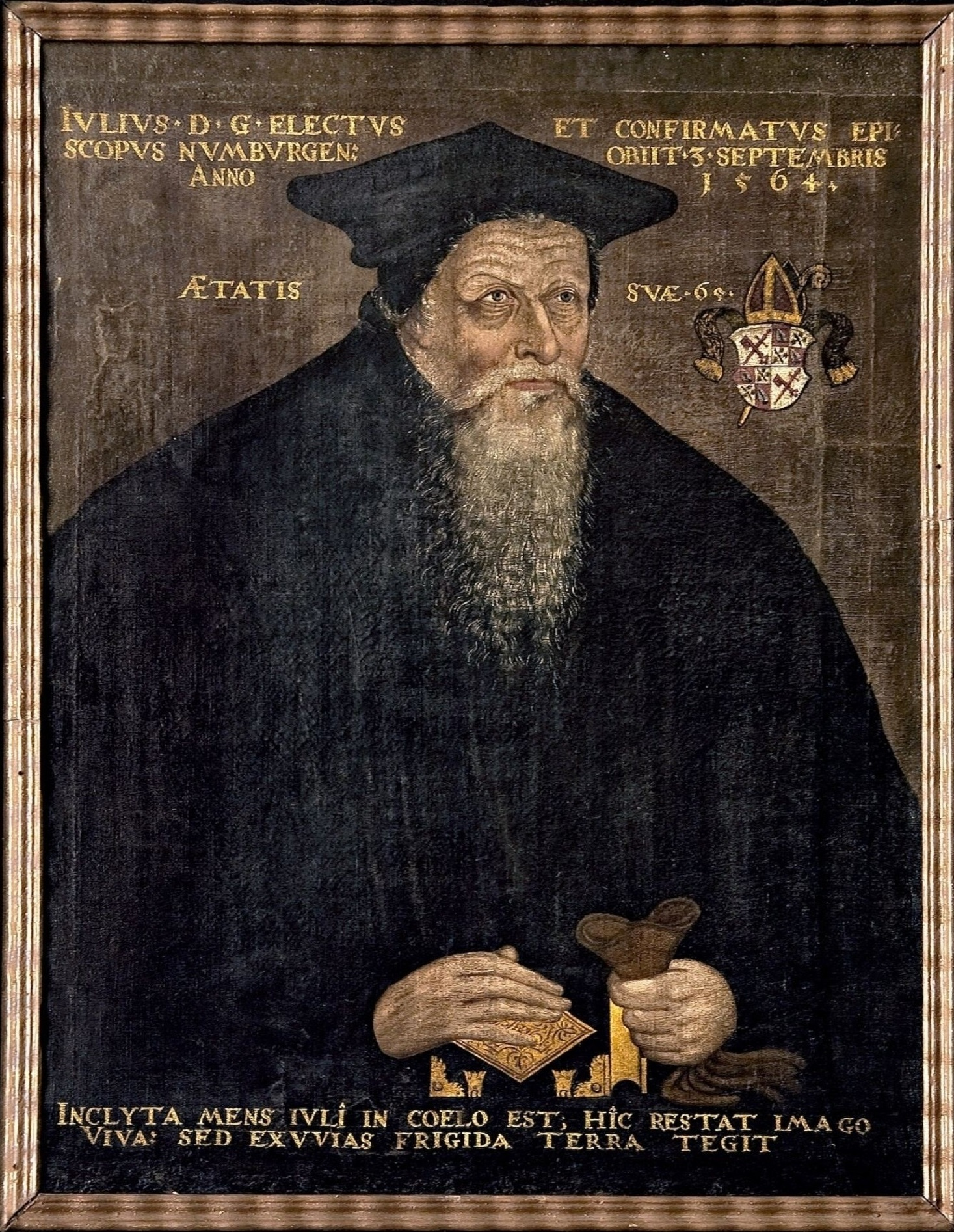
Julius von Pflug, redactor da versão inicial do Interim de Augsburgo.
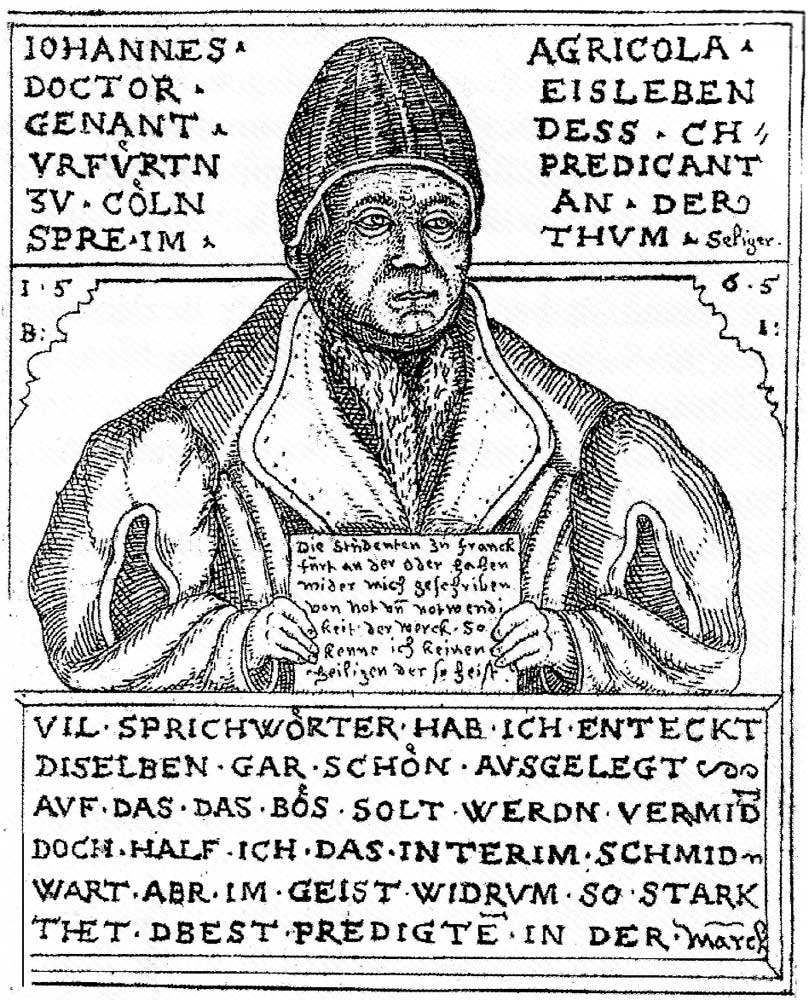
Johannes Agricola, impulsor do antinomismo.
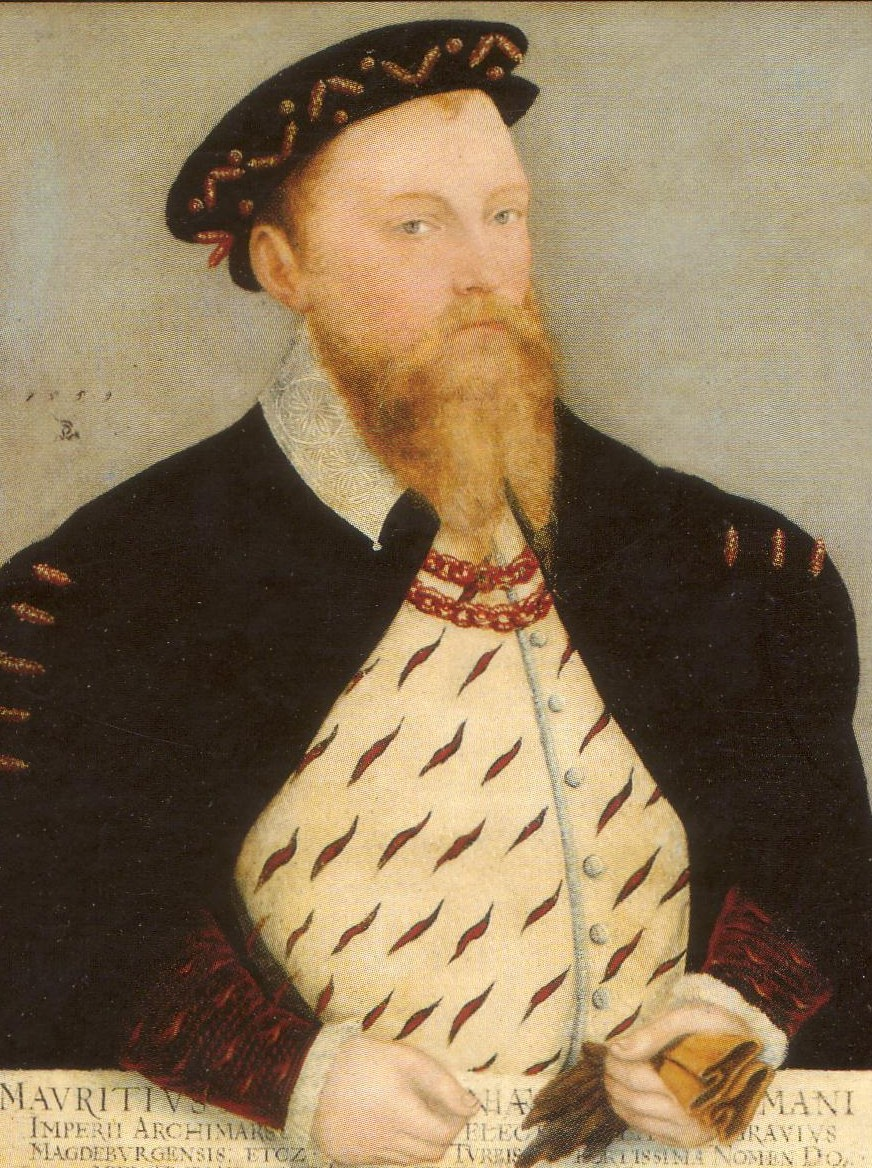
Maurício da Saxônia, o príncipe protestante impulsor do Interim de Leipzig.
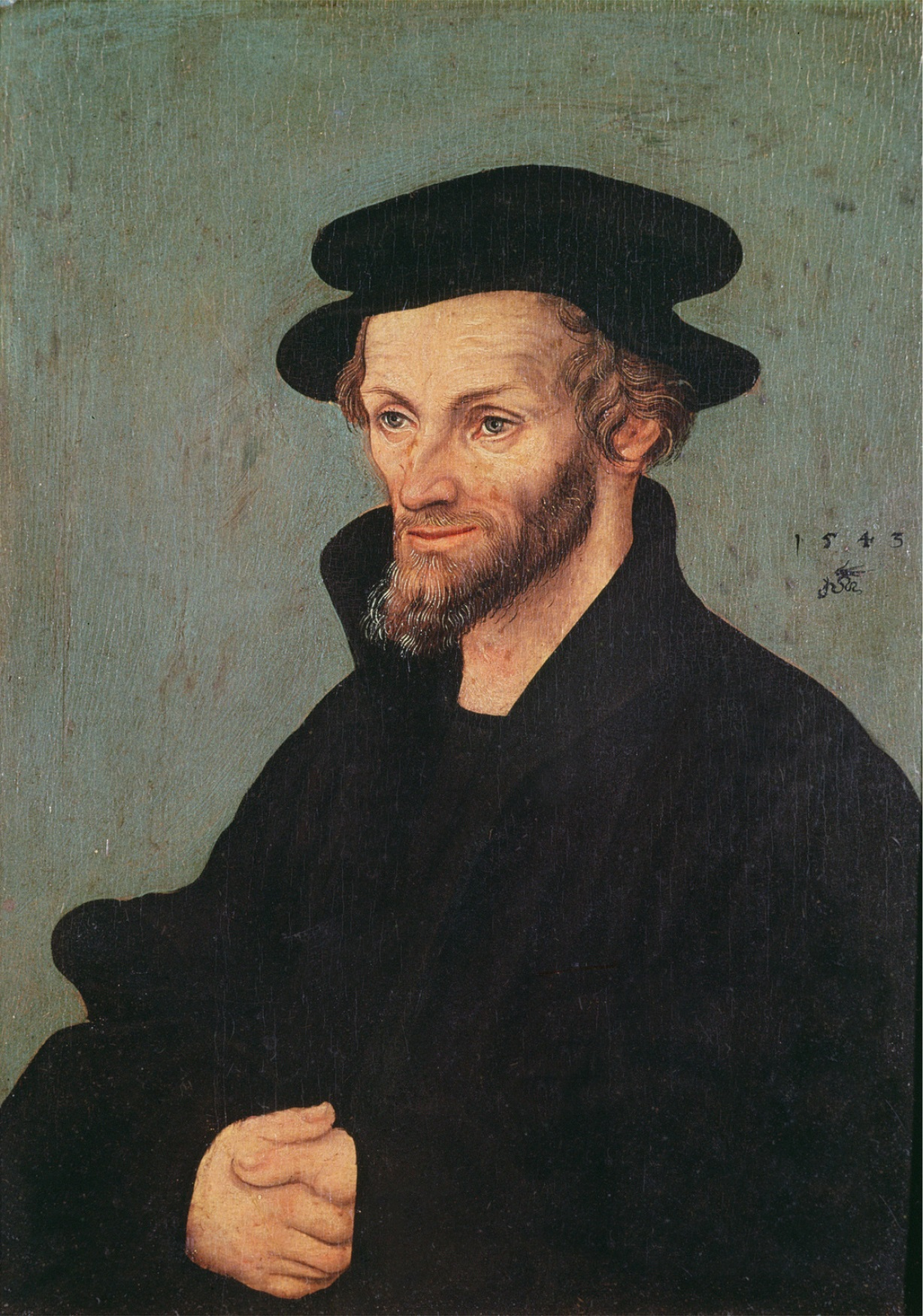
Melanchton, redactor do Interim de Leipzig.